# موش کور طلایی بزرگ
موش کور طلایی بزرگ(نام علمی: Chrysospalax trevelyani) نام یک گونه از سرده طلایی‌موش‌های بزرگ است.